# Albert-Mooren-Brunnen

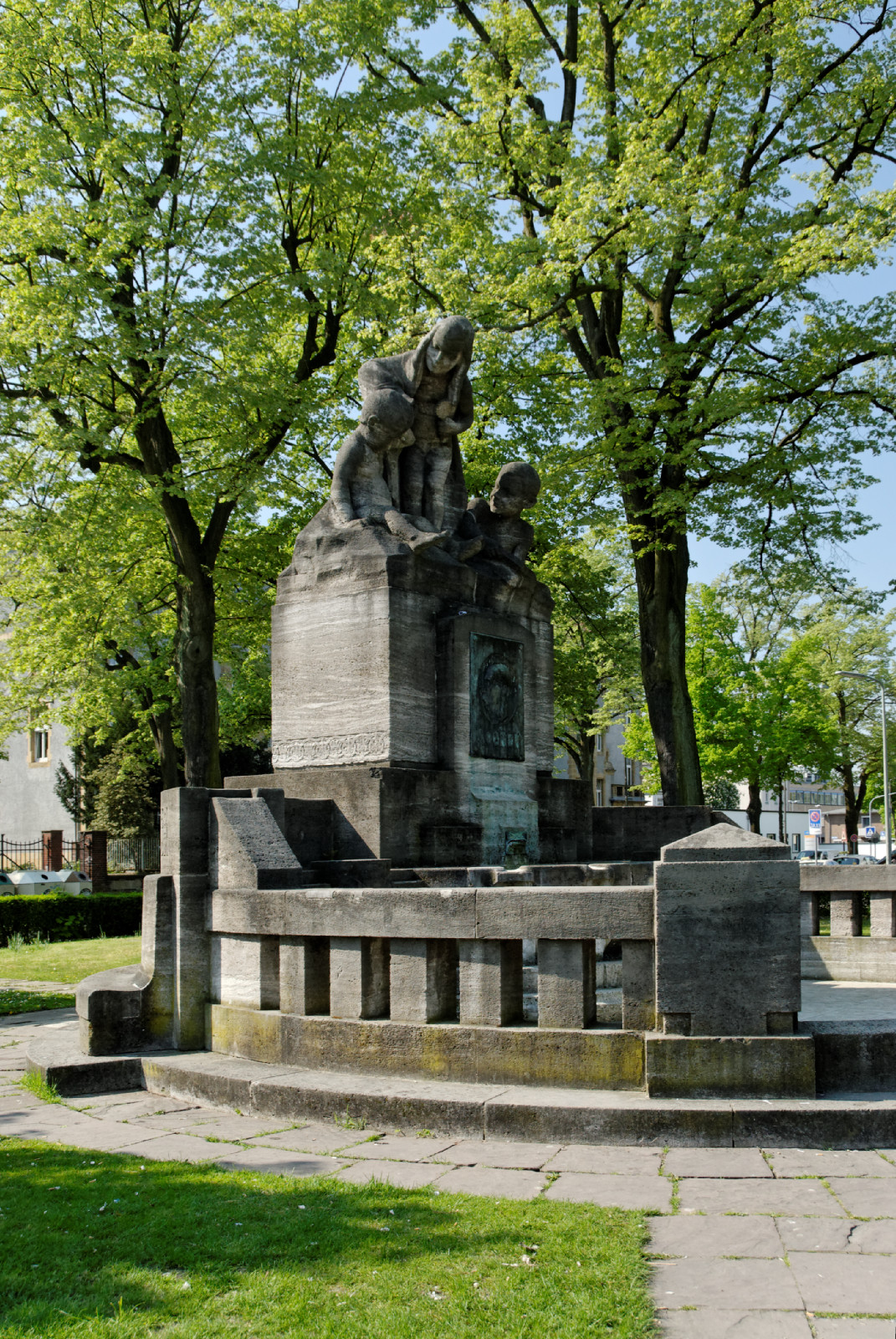
Albert-Mooren-Brunnen

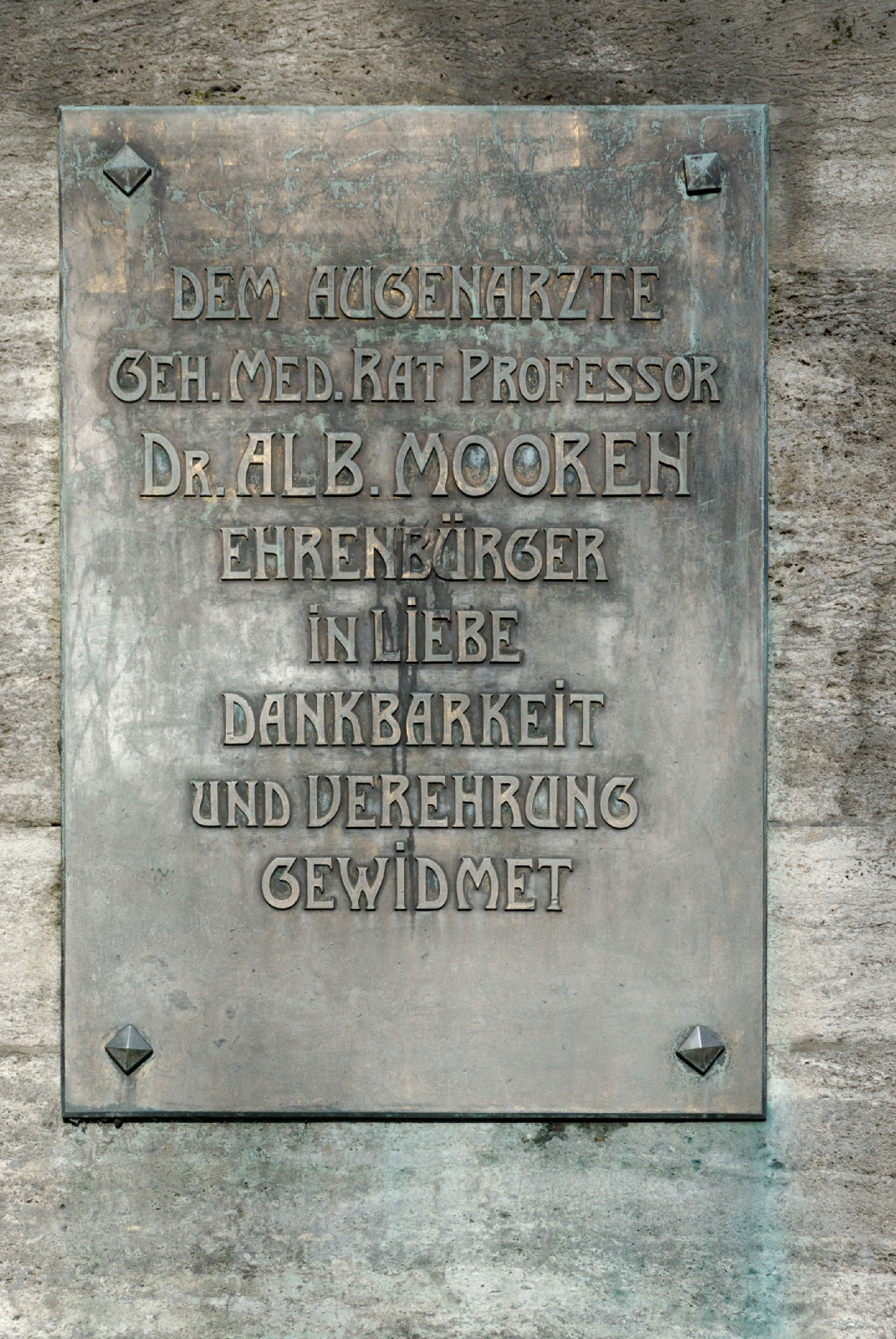
Gedenktafel auf der Rückseite

Der Albert-Mooren-Brunnen befindet sich an der Moorenstraße im Düsseldorfer Stadtteil Bilk.

## Beschreibung
Die große Brunnenanlage wurde 1910 von Joseph Hammerschmidt zu Ehren des Augen- und Armenarztes Albert Mooren errichtet. Sie zeigt eine Figurengruppe aus spielenden Kindern über einer Bronzetafel mit Moorens Porträt. Der Brunnen steht unter Denkmalschutz.